# Правители Ладакха
Правители Ладакха — за свою тысячелетнюю историю регион, сегодня именуемый Ладакх сменил множество правителей. Но только о немногих из них сохранились письменные сведения, тем более только малая часть исторических источников переведена на европейские языки.
Ладакхская история становится известной с распада Тибетской Империи, хотя первые государство-подобные образования появились в Ладакхе ещё в глубокой древности, когда Дарды создали многочисленные княжества в горах. Также Ладакх полностью или частично был включён в Кушанскую империю. От многих правителей остались только немногие руины и одна-две надписи, но династия Намгьял (XV—XIX века) прославила себя и своё царство. Они отстояли независимость от тибетцев и индусов и создали большое количество произведений искусства и архитектуры. После XVII века Ладакх ослаб и в XIX веке был с лёгкостью присоединён к Кашмиру. Дальше Ладакх существовал как регион — часть княжества, а потом штата Джамму и Кашмир, в настоящее время является союзной территорией Индии.

## Династия Мау-юл (842—1485)
- Джидэ Ньима Гон (842 — ?) (skyid lde nyima gon)

Якобы, потомок ярлунгской династии Тибета, внук Лангдарма. С 300 воинов он захватил Ладакх и часть западного Тибета. Шей стал столицей нового царства. Ньима Гон был буддистом и ему приписывают строительство крепостей, городов и создание собственной статуи.
- Депелкхорцен (ок. 870 − 900)

Начал гонения на Бон. Поклялся сделать Ладакх буддийским. Построил несколько монастырей и приказал перевести некоторые буддийские писания. Ладакх ориентируется на Кашмир.
- Балджигон (920—950)
- Дэцугон (950—960)
- Чосгон (960—970)
- Дрогон (970—990)

Соправитель.
- Лхачен Драспалдэ (990—1020)
- Лхачен Джанчуб (1020—1050)
- Лхачен Гьялпо (1050—1080)

Построена Ликир Гомпа. Царь отошёл от мирских занятий и с «великим рвением» придавался затворничеству. Он созерцал и на берегах Манасаровар у Кайлаша.
- Лхачен Утпала (1080—1100)

Индийское имя. Завоевал Кулу, Мустанг, части Балтистана.
- Лхачен Наг-луг (1100—1140)

Дард. Построен дворец у Ванла Гомпа и крепость Кхалаце.
- Лхачен Гэбхум (1140—1160)
- Лхачен Гебхэ (1140—1170)

Вероятно соправитель.
- Лхачен Джолдор (1170—1200)
- Дашигон (1200—1230)
- Лхачен Кунга Намгьяял (Лхагьял) (1230—1260)

Принял верховную власть моголов.
- Лхачен Пал (1260—1290)

Лхачен Нгодуб (1290—1320)
- Лхачен Гьялбу Ринчен (1320—1350)
- Лхачен Цераб (1350—1380)
- Лхачен Трицугдэ (1380—1410)
- Лхачен Драгпа Бумдэ (1410—1440)
- Лхачен Чогдан (1440—1460)
- Драгпа Бум (1440—1465)

Соправитель.
- Лхачен Бара (1465—1470)

## ДинастияНамгьял(1470—1842)
- Лхачен Бхаган (1470—1485)

Правитель Басго. В Ладакхе началась война и Бхаган из Басго разгромил правителя Леха. Принял фамилию rnam rgyal (Намгьял или Намгьел) — Победитель. Он начал строительство крепостей в стране.
- Лхаван Намгьял (1485—1510)
- Лата Джухдан (1510—1535)
- Кундгэ Намгьяла (1535—1550)
- Таши Намгьял (1550—1575)

Отразил вторжение монгольских ханов. Построил в Лехе храм божеств-защитников.
- Цэванг Намгьял I (1575—1595)

Совершил несколько завоевательных походов в Непал. Но после его смерти все завоевания были потеряны.
- Намгьял Мгонпо (1595—1600)

Соправитель.
- Джамьянг Намгьял (1595—1616)

Испугавшись войны с Империей великих Моголов, принял ислам и начал гонения на буддизм.
- Сэнге Намгьял (1616—1642)

Величайший правитель Ладакха. Сын Джамьянга Намгьяла, родился около 1570 года. В 1610 построил статую Майтреи в Басго Гомпа (В других источниках сказано, что Басго появилась спустя 70 лет). Став царём Ладакха проявил себя ревностным буддистом. Многие монастыри и храмы были отремонтированы и построены при нём. Он завоевал части Западного Тибета и наладил караванную торговлю с Кашмиром, Китаем и Тибетом. Столица была перенесена из Шея в Лех и построен Лехский дворец. Он пригласил знаменитого тибетского учителя Такцангрепа и построил Ханле Гомпа для наставника. Сделал Друкпа Кагью наиболее могущественной в Ладакхе, хотя и Гелуг не утратила своё влияние. Отремонтировал и покрыл золотом Монастырь Табо в Спити. В 1642 он отправился в Тибет для войны с монгольскими ханами, которые готовились ударить по Ладакху из провинции Цан. Возвращаясь из похода царь умер в Ханле Гомпа.
- Делдан Намгьял (1642—1694)

Вновь обострились отношения с могольским Аурангзебом и Делдан построил мечеть в Лехе в знак примирения. Позднее он с помощью Фидай Хана, сына могольского вице-короля Кашмира — Ибрагим Хана, разбил войска Далай-ламы V на равнине Чаргьял, между Ниму и Басго.
- Ньима Намгьял (1694—1729)
- Децун Намгьял (1729—1739)
- Пхунцог Намгьял (1739—1753)
- Цэван Намгьял II (1753—1782)
- Цэтан Намгьял (1782—1802)
- Цэпал Намгьял (1802—1837)

В 1834 Зоравар Сингх, генерал Гулаба Сингха, ворвался в Ладакх. Лех был захвачен, но царь избежал пленения. По соглашению, он был низложен и сослан в Стак-Гомпа.
- Джигме Намгьял (1840—1842)

Империя Сикхов стремительно распадалась и на некоторое время Ладакх вернул независимость, но в 1842 правитель Кашмира Гулаб Сингх вернул Ладакх и создал княжество Кашмир и Джамму под Британским протекторатом.
Дальнейшая история Ладакха связана с княжеством, а потом и штатом Джамму и Кашмир.